# Jean d'Uzès
Jehan ou Jean d'Uzès est un prélat, évêque de Nîmes de la seconde moitié du XIVe siècle, sous le nom de Jean VI.

## Biographie
Jehan ou Jean d'Uzès semble appartenir, selon Charvet (1870) ou encore Albiousse (1887) à la famille des seigneurs d'Uzès, tous deux s'appuyant sur Léon Ménard (1744-1758). Il serait ainsi le fils du vicomte d'Uzès, Robert Ier et de sa seconde épouse, Guiote/Guyote de Posquières,.
Il est élu sur le siège épiscopal de Nîmes, le 29 novembre 1372, sous le nom de Johannes VI (Gallia Christiana). Lors de cette élection, il se trouve à la cour papale, à Rome, et n'entre dans sa ville que l'année suivante, le 9 avril 1373.
Il envoie un procureur au concile provincial de Narbonne de 1374.